# Пастер (станция метро, Париж)
Пастер (фр. Pasteur) — пересадочный узел Парижского метрополитена между линиями 6 и 12. Назван по бульвару Пастер, получившему своё имя в честь выдающегося биолога Луи Пастера. Рядом со станцией метро также располагаются музей и научно-исследовательский институт, получившие его имя.

## История
История пересадочного узла начинается 24 апреля 1906 года, когда открылся зал, входящий с 12 октября 1942 года в состав линии 6 (пусковой участок Пасси — Пляс д'Итали. Зал линии 12 введён в эксплуатацию 5 ноября 1910 года в составе пускового участка Порт-де-Версаль — Нотр-Дам де Лорет тогда ещё линии A общества Север-Юг, получившей с 1931 года современный номер.
Пассажиропоток пересадочного узла по входу в 2011 году, по данным RATP, составил 5 089 504 человек. В 2013 году этот показатель вырос до 5 110 865 пассажиров (82 место по уровню пассажиропотока в Парижском метро).

## Галерея
- Лестничный сход
- Зал линии 6
- Зал линии 12
- Состав модели MF 67 на линии 12